# エージェントオフィスタクト
株式会社エージェントオフィスタクトは、東京都中央区にかつて所在していた日本の芸能事務所。

## 概要
2008年1月15日設立。
関連会社に同フロアにオフィスを構える芸能事務所・プラファー（業務提携：よしもとクリエイティブ・エージェンシー）があった。2013年より2018年まで元プロ野球選手・新庄剛志（当時：レハサフ）のマネジメントも行っていた。
滝藤賢一がアルファエージェンシーに移籍した3か月後の2021年12月31日に解散。清算人を務めた弁護士によると、解散は株主の意向によるもので、業績不振等の経済的状況の悪化が理由となったものではないとされる。

## 所属タレント
2021年末時点。

### Section II
男性
- ヨシムラケンイチ（朝鮮語版）
- 田口智也
- 宮平安春
- 日向寺雅人
- 桑島ダンテ
- 柴田隼希

女性
- こばやしあきこ
- きむらゆき
- 篠﨑由佳
- 見里瑞穂
- 椿果
- 島袋明希子
- 尾﨑優子
- 仙堂愛実
- 響野なつ姫
- 羽澄飛那
- 今村京香

### Section III
男性
- Sallu（写真家・俳優）
- 西岡敏成（元兵庫県警姫路警察署長・警視長）
- 三宮昌幸（料理人）
- 若槻剛史（料理人）
- 大倉弘也（ミュージシャン・俳優）

女性
- 歩惟（エステティシャン・モデル）
- 葛木英（脚本・演出・女優）
- 石川夕起子（MC・ホスピタリティアドバイザー）

## 過去の所属タレント
男性
- 木村龍太
- 多田昌史
- 宮崎敏行
- 瀧口亮二
- 野瀬正人
- 関幸治
- 小田哲也
- 玉代勢圭司
- 吉岡睦雄
- 松島正芳
- 佐藤晴彦
- 永里健太朗
- 石井博貴
- 滝藤賢一

女性
- 広瀬真寿美
- 久藤今日子
- 加藤亜衣
- 梓未來
- 上原靖子
- 宮里麗奈
- 友坂日香
- 杉咲佳穂
- 伶美うらら
- 神谷美花
- 芹澤りな
- 小山真由
- 早海亜衣理